# 6ix9ine
Даниел Ернандес (на английски: Daniel Hernandez; роден на 8 май 1996), по известен като Tekashi 6ix9ine или просто 6ix9ine (бълг. Сикс найн), е американски рапър и певец. Музиката му е белязана от агресивен стил на рапиране, докато противоречивата му публична личност се характеризира с отличителната си коса с цвят на дъгата, много татуировки, публични вражди с колеги и правни проблеми.
6ix9ine става известен в края на 2018 г. след излизането на дебютния си сингъл „Gummo“. След това той пуска микстейпа „Day68“, последван от песните „Kooda“, „Keke“ и „Gotti“ (всички от тях са включени в Hot 100 на Billboard). „FEFE“, с участието на Ники Минаж и Мърда Бийтс, сингъл от дебютния му албум „Dummy Boy“ (2018), достигна номер три в „Hot 100“. Албумът е сертифициран с платинум от Асоциацията на звукозаписната индустрия в Америка (RIAA). Първият му сингъл след излизането му от затвора, „Gooba“, е пуснат заедно с видеоклип и счупи рекорда за най-гледаното онлайн хип-хоп видео през първите 24 часа.

## Ранен живот
Даниел Ернандес е роден на 8 май 1996 г. в Бушвик, Бруклин, Ню Йорк в семейството майка от Мексико и баща от Пуерто Рико. Баща му също се казва Даниел Ернандес. Майка му Нативидад Ернандес идва в САЩ през 1988 г., за да търси по-добър живот и възможност; тя е била абрикант и чистачка на къщи. Тя също е диабетик и е претърпяла операция на четири хернии. Ернандес се записва на бейзбол и футбол през младостта си. Той играе във футболен отбор от голяма лига на 13 години, но майка му отказва, тъй като не се доверява на непознат да вземе сина си на млада възраст. Ернандес има по-голям брат – Оскар Озирис Ернандес (роден на 25 август 1994 г.). Ернандес има татуираното си име от дясната страна на главата си. Ернандес и по-големият му брат Оскар са отглеждани в църква през цялата си младост. Той пее по време на литургия и е избран многократно да чете Божието слово.
Ернандес не е познавал баща си до 9-годишна възраст и е имал само кратка връзка с него. Майка му му казала, че е мъртъв. Бащата на Ернандес заявява в интервю на 22 декември 2019 г., че една от основните причини да загуби контакт със сина и семейството си е, защото пастрокът на Ернандес е разкъсвал изпратените му писма, които е трябвало да даде на жена си и децата си. Той е бил в затвора пет години за продажба на наркотици. Пастрокът на Ернандес е застрелян на няколко крачки от дома на семейството през 2010 г. След убийството му, майката на Ернандес не успява да събере достатъчно пари, за да издържа децата си. Тя кандидатства за благополучие и е имало много нощи, когато Ернандес и брат му са лягали без вечеря. Поради финансовата борба на майка си Ернандес и брат му носели употребявани дрехи и Ернандес трябвало да дели легло с майка си. Емоционално обезпокоен от смъртта на доведения си баща, Ернандес не се е къпал или не е ял до степен, че губи много тегло и е бил хоспитализиран за депресия и посттравматично стресово разстройство. Ернандес е изгонен от училище в 8 клас за лошо поведение. Вместо да продължи образованието си, той започва да работи почасово на различни места, като шофьор на автобус и доставчик в хранителен магазин, за да помогне на майка си финансово.

## Кариера

### Ранни години
Ернандес за първи път решава да прави рап през 2012 г., след като се среща с Питър „Праведният Р“ Роджърс, изпълнителен директор на нюйоркската звукозаписна компания Hikari-Ultra, заявявайки, че според него има образа на рапър и му предложи да рапира заради това. Ернандес започва да пуска рап песни през 2014 г., като започва с „69“ през август 2014 г., „Pimpin“, през септември 2014 г. и „4769“, през октомври 2014 г., което е първото му сътрудничество като водещ изпълнител с участието двама рапъри от колекцията на Бруклин Pro Era, и JAB. През следващите три години той пуска множество песни и видеоклипове със заглавия като „Scumlife“, „Yokai“ и „Hellsing Station“, като привлича внимание заради агресивния си стил на рапиране и използването на аниме като музикални видео-визуализации. Много от ранните му песни са издадени от FCK THEM, музикален лейбъл със седалище в Словакия. Събирайки известност от интернет мийм заради боядисаната в дъгата коса, обширните татуировки и решетките, покрити с дъгата, той в крайна сметка става сътрудник на нюйоркския рапър ZillaKami, по-малкия полубрат на Righteous P. По-късно те се спориха, след като Ернандес уж открадал инструментали и песни, които бяха направили заедно.

### Day69 и Dummy Boy
6ix9ine става известен в социалните медии поради публикация в Instagram от юли 2017 г. Дебютният му сингъл „Gummo“ е издаден на 10 ноември 2017 г. и в крайна сметка достига своя най-висок номер 12 на американския Billboard Hot 100. Той е сертифициран с платинум от RIAA на 5 март 2018 г. Следващият му сингъл „Kooda“ дебютира под номер 61 в Hot 100 23 декември 2017 г. На 14 януари 2018 г. 6ix9ine издава третия си сингъл „Keke“ с Fetty Wap и A Boogie wit da Hoodie, които също влизат в Hot 100.
6ix9ine издава дебютния си микстейп „Day69“ на 23 февруари 2018 и е на четвърто място в класацията на Billboard 200. След това хитовете му „Billy“ и „Rondo“ също са включени в Hot 100. През април 2018 г. Ернандес пуска „Gotti“, ремикс на песента, която направи с Packman, озаглавен „Got it, Got it“. Видеоклипът на песента е публикуван на 16 април 2018 г. и включва кадри на Ернандес, който дарява пакети от 100 долара на бедните граждани в Доминиканска република. Песента е добавена в „Day69“ като луксозна и дебютира под номер 99 на Billboard Hot 100, преди да отпадне на следващата седмица, което го прави шести пореден запис Hot 100. Новият му хит „Tati“ е на 43 място в горещата класация на Billboard.
През юли 2018 г. 6ix9ine издава осмия си сингъл „Fefe“, в който участват Ники Минаж и Мърда Бийтс. Той е на четвърта позиция в Billboard Hot 100, отбелязвайки най-високия запис на Ернандес в класацията и първия му сингъл, който достига до челната петица на Hot 100. По-късно „Fefe“ е сертифицирана с двоен платинум от Асоциацията на звукозаписната индустрия на Америка.
Последвалите му сингли „Bebe“ с пуерториканския регетон и латино трап изпълнител Ануел АА и „Stoopid“ с Bobby Shmurda също стигнаха до топ 30 на Hot 100.
На 7 ноември 2018 г. e обявено, че дебютният му студиен албум „Dummy Boy“ трябва да излезе на 23 ноември, но на 21 ноември е обявено, че албумът ще бъде отложен. В крайна сметка албумът е издаден без предизвестие на 27 ноември за всички стрийминг платформи. Въпреки като цяло отрицателен критичен прием, албумът се превръща в най-високата му класация, след като дебютира под номер две на Billboard 200 зад „Astroworld“ на Травис Скот. Докато е в затвора, 6ix9ine участва в песента на A Boogie wit da Hoodie Swervin, достигаща до номер 27 в „Hot 100“, извън неговия албум Hoodie SZN. Песента е издадена на 21 декември 2018 г., заедно с албума.

### Завръщане към музиката и TattleTales
През октомври 2019 Ернандес сключва договор за над 10 милиона долара с лейбъла си 10K Projects за албум на английски и един на испански.
На 8 май 2020, след излизането си от затвора поради пандемията от коронавирус, 6ix9ine пуска песента „Gooba“, a за музикалния клип иска разрешение от съдия за заснемане на видео в задния си двор, докато е под домашен арест, и впоследствие получава разрешение. Близо месец по-късно, 6ix9ine пусна песента Trollz, колаборация с Ники Минаж. Сингълът дебютира на върха в класацията на Hot 100, като това е неговият първи сингъл, който е на 1-во място. Третата песен след затвора, Yaya, е пусната на 3 юли 2020. В този сингъл 6ix9ine пее на испански. Песента е трябвало да бъде колаборация с пуерториканския певец Ануел АА, който е взел участие в писането на текста, но в последния момент се е отказал. Yaya дебютира на 99-о място в Billboard Hot 100, но за сметка на това е на 4-то място в Billboard Latin Hot 100. Четвърти сингъл, Punani, е обявен на 2 август. Всички тези песни са част от втория студиен албум на 6ix9ine, TattleTales, който бива пуснат на 4 септември 2020.

## Правни проблеми
През октомври 2015 г. Ернандес е признат за виновен за съблазняване на непълнолетно лице. Ернандес е обвинен по три обвинения след инцидент в нощта на 21 февруари 2015 г., когато е имал полов акт с тринадесетгодишно дете, а по-късно е разпространил видеозапис на инцидента. Общо три видеоклипа са използвани за повдигане на обвинение за престъплението. В едно от интервютата си Ернандес заявява, че не е имал „сношение“ с момичето и отрича, че знае за нейната възраст. Той също така казва, че по време на инцидента той е бил на седемнадесет, но рождената му дата предполага друго. Съгласно законите Ернандес се ангажира да получи диплома за средно образование, да се въздържа от публикуване на насилствени и сексуално явни изображения на жени в социалните медии, без да нарушава закона в продължение на две години и други подобни. Ако Ернандес се придържа към споразумението, той ще получи тригодишна условна присъда и няма да бъде включен в базата данни на извършителите на сексуално насилие; ако не, го грози три години затвор. През януари 2018 г. на едно от съдебните заседания Ернандес обявява, че не е издържал теста за получаване на диплома за средно образование, но присъдата е отложена за 10 април 2018 г. Като непълнолетен, Ернандес е в затвора за побой и разпространение на хероин. На 12 юли 2018 г. Ернандес е арестуван в Ню Йорк по заповед за арест за опит да удуши 16-годишен младеж в мол The Galleria в Хюстън, Тексас, през януари същата година. Всички обвинения са оттеглени, след като тийнейджърът реши да не предприема съдебни действия. В ранните сутрешни часове на 12 юли 2018 г. в Бруклин рапърът е отвлечен, бит и ограбен от група от трима въоръжени мъже. Изпълнителят завършва заснемането на музикалния видеоклип Fefe (с Ники Минаж), когато е заловен и изведен навън с насочен пистолет. Откраднати са бижута на стойност 750 000 долара и 35 000 долара в брой. Ернандес изкача от колата и извика полицията от телефона на непознатия. Рапърът е приет в болницата. През февруари 2019 г. членът на Nine Trey Антъни „Харв“ Алисън е обвинен в отвличането и нападението през юли. Елисън е признат за виновен на 3 октомври. На 16 ноември 2018 г. Ернандес гостува в радио The Breakfast Club, където каза: „Има само едно нещо, от което се страхувам. Не, две. Страхувам се от Бог и ФБР". На 18 ноември 2018 г. Ернандес, неговият фалшив мениджър Кифано „Шоти“ Джордан и други трима партньори са арестувани. Рапърът е обвинен в RICO и носене на огнестрелно оръжие, включително заговор за убийство и въоръжен грабеж, и е изправен пред доживотен затвор. На 1 февруари 2019 г. Ернандес се признава за виновен за 9 престъпления. Той трябва да бъде осъден на 24 януари 2020 г. На 22 март 2020 г., докато излежава присъдата си в затвора, Ернандес поиска да му се позволи да изтърпи остатъка от присъдата си вкъщи, като заяви, че е изложен на риск от заразяване с COVID-19 поради ранната му астма. На 2 април 2020 г. Ернандес е преместен под домашен арест. На 1 август 2020 г. срокът на лишаване от свобода на Даниел изтича и той е освободен от домашен арест, но веднага има нови проблеми със закона. През януари 2019 г. той сключва споразумение с правителството, според което трябваше да плати глоба от 35 000 долара и да извърши 300 часа обществено-полезен труд. Той трябваше да направи всичко това до края на срока, но не работи нито един час.

## Личен живот
Той е твърд вярващ, като ученик често пее в църковни хорове и чете Библията.
Ернандес може да говори испански. Има три сингъла на испански – Bebe, Mala с Ануел АА и Yaya.
Ернандес е отгледан като християнин.
На 18 годишна възраст се ражда първото му дете – Сарая Ернандес от бившата му съпруга Сара Молина.
През 2018 г. признава, че Даниел е спал с около 70 жени, според него той е „зависим от секса“.

## Филантропия
През март 2018 Ернандес посещава Доминиканската република, за да заснеме музикален видеоклип. Докато е бил там, Даниел раздал банкноти от 100 долара на жители в района. На 24 март 2018 6ix9ine обявява, че процент от приходите на неговия сингъл fefe с участието на Ники Минаж ще бъдат дарени за различни младежки програми в Ню Йорк.